# Романовский, Борис Васильевич
Борис Васильевич Романовский (12 сентября 1933 — 27 июля 2019, Москва) — советский химик, специалист в области гетерогенного катализа, доктор химических наук, профессор, лауреат Ломоносовской премии МГУ.

## Биография
Борис Васильевич Романовский родился в Москве в 1933 году. Его отец окончил физический факультет МГУ, работал в Институте Иоффе в Ленинграде, затем в должности доцента преподавал на Рабфаке МГУ. Мать окончила исторический факультет МГУ, по профессии — археолог, была сотрудницей Исторического музея. В 1937 году родители были репрессированы. Воспитывался в г. Суздале в семье деда, который был директором краеведческого музея.
Окончил среднюю школу в г. Туле, с 1953 по 1958 год учился на химическом факультете Московского государственного университета. С 1955 года работает в лаборатории кинетики и катализа на кафедре физической химии МГУ имени М. В. Ломоносова. В 1958 году поступил в аспирантуру, в 1960 получил должность м.н.с., через два года защитил кандидатскую диссертацию.
В 1958-59 г. читал на Кубе лекции по физической и аналитической химии, а также по математической статистике, применимой к аналитической химии, при этом был одним из трех русских преподавателей, выпускников химфака МГУ, которые читали лекции на испанском языке.
Являлся профессором с 20 июля 1960 года. В 1972 году защитил докторскую диссертацию по теме: «Природа каталитических центров аморфных и кристаллических алюмосиликатов». С 1984 по 2000 год руководил лабораторией кинетики и катализа кафедры физической химии Московского государственного университета. Работал и преподавал на химическом факультете МГУ.
Член редколлегии журналов: «Journal of Porphyrins and Phthalocyanines» (1980—1985), «Сообщ. по кинетике и катализу» (1978—1989).
Умер в 2019 году. Похоронен на Хованском кладбище.

## Вклад в науку
Член 4 программных комитетов конференций, член диссертационных советов при Химическом факультете МГУ имени М. В. Ломоносова и Российском Университете Дружбы Народов. Занимался исследованиями в области химической кинетики, гетерогенного катализа, нефтехимии, молекулярных сит, ионных жидкостей для синтеза гетерогенных катализаторов. Одним из первых в СССР начал исследование физико-химических свойств нового поколения гетерогенных катализаторов — цеолитов и молекулярных сит. Установил общность каталитического действия аморфных и кристаллических алюмосиликатов в реакциях углеводородов, составляющих основу процессов нефтепереработки и нефтехимии. Пионерские работы, выполненные в 1970-х гг. совместно с сотрудниками, заложили основы нового направления в гетерогенном катализе — синтез иммобилизованных в цеолитах металлокомплексов, инкорпорированных в микропористые твердые тела неорганической природы (ship-in-bottle), как катализаторов реакций окисления. Позже эти работы получили развитие в виде разработки новых методов получения функциональных нанокомпозитых материалов на основе оксидов металлов и молекулярных сит. Автор более 400 научных работ, в том числе более 300 статей и 8 книг.

## Преподавательская деятельность
Читал лекции на Химическом факультете МГУ имени М. В. Ломоносова:
«История и методология химии. Химическая кинетика и катализ» (1995-н.в.),
«Современные проблемы катализа» (1990—2013 гг.),
«Физическая химия: кинетика и катализ (для аспирантов)» (1985- н.в.),
«Физическая химия. Химическая кинетика и катализ» (для студентов физико-химической группы, 1987-н.в.),
на Факультете иностранных языков и регионоведения МГУ «Концепции современного естествознания. Химия» (1980—2012 гг.)
Является автором и соавтором 11 учебных курсов. Руководитель более 30 кандидатских диссертаций и дипломных работ.

## Основные труды
- Романовский Б. В. Основы катализа (Учебник для высшей школы). Москва: БИНОМ, 2014. — 240 с.
- Практикум по физической химии. Кинетика и катализ. Электрохимия. / А. В. Абраменков, Е. П. Агеев, Л. Ф. Атякшева, М. И. Борзенко, С. Ю. Васильев, Е. В. Голубина, С. И. Каргов, М. В. Коробов, А. В. Леванов, А. Ф. Майорова, Ю. В. Новаковская, А. И. Новоселов, Б. В. Романовский, Ю. Л. Словохотов, Е. С. Чухрай, Г. А. Цирлина. Под ред. В. В. Лунина, Е. П. Агеева. Москва: Академия, 2012. — 304 с.
- Романовский Б. В. Основы химической кинетики. Москва: Экзамен, 2006. — 415 с.
- Емельянова Г. И., Китаев Л. Е., Кубасов А. А., Рощина Т. М., Романовский Б. В., Семиохин И. А., Ткаченко С. Н., Шевельков В. Ф. Задачи по химической кинетике. Решения. (Методическая разработка для проведения семинарских занятий и контрольных работ). Москва: ЛФОП Химического ф-та МГУ, 1993. — 42 с.
- Романовский Б. В. Методы исследования кинетики гетерогенных каталитических реакций (методическая разработка). Москва: ЛФОП Химического ф-та МГУ, 1987. — 51 с.
- Романовский Б. В. Введение в катализ (методическая разработка). Москва: ЛФОП Химического ф-та МГУ, 1985. — 87 с.
- Романовский Б. В. Изомеризационные превращения углеводородов на цеолитных катализаторах. Иркутск: ЛФОП ИГУ, 1985—140 с.

## Награды, премии, почётные звания
- 1975 — Премия имени М. В. Ломоносова за научную работу «Синтез, исследование и применение гетерогенизированных соединений».
- 1993—1995 — Соросовский профессор
- 1999 — Заслуженный деятель науки РФ
- 2003 — Заслуженный профессор Московского университета

## Патенты
Автор 18 патентов, в частности:
Катализатор селективного гидрирования органических соединений и способ его получения № 2366504, 10 сентября 2009
Способ получения 9,13-диметил-7-(1,1,5-триметилциклогексил-5-аль)-нонатриен-8,11,13-диола-10,15 А.с. СССР № 1401672, 3 ноября 1988
Способ получения бензина и дизельного топлива #А.с. СССР № 1462800, 7 мая 1988
Способ получения бензина и дизельного топлива #А.с. СССР № 1420940, 22 февраля 1988
Способ получения 9,13-диметил-7-(1,1,5-триметилциклогексил-5-аль)-нонатриен-8,11,13-диола-10,15 #А.с. СССР № 1401672, 5 декабря 1986